# Margaretamys christinae
Margaretamys christinae és una espècie de mamífer rosegador de la família dels múrids. És endèmic de Sulawesi (Indonèsia). El seu hàbitat natural són les selves pluvials tropicals a altituds d'aproximadament 1.500 msnm. És un rosegador de petites dimensions, amb una llargada de cap a gropa de 111 mm, una cua de 175 mm, peus de 20 mm, orelles de 24,5 mm i un pes de fins a 49 g. Com que fou descoberta fa poc, l'estat de conservació d'aquesta espècie encara no ha estat avaluat formalment.